# Woodland (Géorgie)
Pour les articles homonymes, voir Woodland.
Woodland est une ville américaine située dans le comté de Talbot, en Géorgie. Selon le recensement de 2020, sa population est de 305 habitants.